# S faza
S faza (faza sinteze) je deo ćelijskog ciklusa u kojoj dolazi do DNK replikacije. Ona se, odvija između G1 faze i G2 faze. Precizna i tačna replikacija DNK je neophodna da bi se sprečile genetičke abnormalnosti koje često mogu da dovedu do ćelijske smrti ili bolesti. Usled njene važnosti, regulatornih puteva koji kontrolišu ovaj proces su kod eukariota visoko konzervirani. Taj stepen konzervacije čini studije S-faze u model organizmima poput Xenopus laevis embriona i kvasca relevantnim za više organizme.

## Regulacija S faze
tranzicija je glavna kontrolna tačka u regulaciji ćelijskog ciklusa. U zavisnosti od nivoa nutrijenata, energije i spoljašnjih faktora, ćelije mogu da odluče bilo da počnu ćelijski ciklus ili da pređu u stanje bez deobe poznato kao G0 faza. Ova tranzicija, kao i sve druge kontrolne tačke tranzicija ćelijskog ciklusa, je kontrolisana ciklinima i ciklin zavisnim kinazama (CDK). Impuls G1/S ciklina uzrokuje da CLN3-Cdk1 aktiviraju Cln1/2, kao i Clb5/6 pri inicijaciji S-faze. Ovaj put sadrži dve pozitivne povratne petlje, što omogućava brz, jednosmerni prelaz u S-fazu. Redundantni putevi poput ovog nisu neuobičajeni, jer oni omogućavaju podešavanje izlaza sistema i često dovode do brže genetičke evolucije.

## Literatura
- Šerban, M, Nada: Ćelija - strukture i oblici, ZUNS, Beograd, 2001
- Grozdanović-Radovanović, Jelena: Citologija, ZUNS, Beograd, 2000
- Pantić, R, V: Biologija ćelije, Univerzitet u Beogradu, beograd, 1997
- Diklić, Vukosava, Kosanović, Marija, Dukić, Smiljka, Nikoliš, Jovanka: Biologija sa humanom genetikom, Grafopan, Beograd, 2001
- Petrović, N, Đorđe: Osnovi enzimologije, ZUNS, Beograd, 1998